# Begraafplaats van Bancourt
De begraafplaats van Bancourt is een gemeentelijke begraafplaats, gelegen in het Franse dorp Bancourt (Pas-de-Calais) op 850 m ten oosten van het dorpscentrum (Église Saint-Rémi). Deze kleine begraafplaats heeft een nagenoeg vierkant grondplan en wordt omgeven door een haag en bomen. Achteraan staat een groot calvariekruis. Ze ligt recht tegenover de Britse militaire begraafplaats Bancourt British Cemetery.

## Militaire graven
Op de begraafplaats liggen 8 Commonwealth-gesneuvelden uit de Eerste Wereldoorlog. Daarbij zijn 4 Britse officieren (waaronder 1 niet geïdentificeerde) en 2 sergeanten van het Royal Flying Corps en 1 Nieuw-Zeelandse officier van de New Zealand Field Artillery. Voor 1 Australiër werd een Special Memorial opgericht omdat zijn graf bij later artillerievuur werd vernietigd. 
De graven liggen verspreid tussen de civiele graven en worden onderhouden door de Commonwealth War Graves Commission waar ze geregistreerd staan onder Bancourt Communal Cemetery.